# Ramon Vall i Rimblas
Ramon Vall i Rimblas (Sabadell, 1923 - 1998) fou un enginyer industrial català.

## Biografia
Va cursar els estudis a l'Escola d'Enginyers Industrials de Barcelona i va obtenir el títol l'any 1949. L'any 1962 es va doctorar. Se li coneix un únic projecte de xemeneia conservada a Sabadell, la de cal Vinardell (1959-1960).
Com a enginyer va desenvolupar diversos projectes industrials a la ciutat i també al riu Ripoll, entre els quals destaca el dels Tints Castelló, durant la dècada de 1960. Va ser enginyer municipal de la ciutat entre els anys 1954 i 1979.